# Norman Douglas
George Norman Douglas (Thüringen, 8 dicembre 1868 – Capri, 7 febbraio 1952) è stato uno scrittore britannico, ora famoso per il suo romanzo del 1917, Vento del sud (South Wind).

## Biografia
Nacque in Austria da padre scozzese e madre per metà tedesca. Alla nascita il suo cognome fu registrato come Douglass. Suo padre dirigeva un cotonificio, ma morì quando Douglas era ancora giovane. Trascorse la gioventù perlopiù a Tilquhillie, nel Deeside, la sua casa paterna. Frequentò l'Uppingham School in Inghilterra, e poi il liceo a Karlsruhe.
Cominciò il servizio diplomatico nel 1894, ma fu licenziato dopo che sorse un potenziale scandalo (probabilmente bisessuale). Nel 1897 comprò una villa a Napoli.
L'anno seguente sposò Elizabeth FitzGibbon, una cugina; ebbero due figli, ma divorziarono nel 1903 a causa dell'infedeltà di lei. Lo pseudonimo "Normyx", usato per Unprofessional Tales (1901) potrebbe riferirsi ad un'opera che fu congiuntamente sua e di Elizabeth.
Si trasferì a Capri, trascorrendo del tempo lì e a Londra, e diventò uno scrittore più impegnato. Nepenthe, l'isola immaginaria che fa da sfondo al romanzo Vento del sud, è Capri leggermente camuffata.
Tra il 1912 ed il 1914 lavorò per il The English Review. Conobbe D. H. Lawrence attraverso questo collegamento. Ciò portò ad un'ostilità, dopo che Lawrence nel 1922 in Aaron's Rod basò su Douglas un personaggio. Nel 1915 pubblicò a Londra Old Calabria, un libro in cui racconta i suoi viaggi da Lucera al Salento (l'antica "Calabria") fino in Calabria e alcune zone della Basilicata.
Verso la fine del 1916 Douglas non si presentò a Londra al processo per "molestie sessuali" (in inglese, indecent assault) su un ragazzo di sedici anni, ed effettivamente visse poi in esilio. Lui stesso scrisse di ciò: «Norman Douglas di Capri, e di Napoli e Firenze, fu in precedenza di Inghilterra, dalla quale fuggì durante la guerra per evitare la persecuzione per aver baciato un ragazzo ed avergli dato un po' di dolci ed uno scellino» («Norman Douglas of Capri, and of Naples and Florence, was formerly of England, which he fled during the war to avoid persecution for kissing a boy and giving him some cakes and a shilling»).
Durante il suo periodo a Firenze, Douglas collaborò con l'editore e libraio Pino Orioli, che attraverso la sua collana Lungarno pubblicò in Italia diversi suoi libri e opere di altri autori inglesi. Tra questi, alcune pubblicazioni (come la prima edizione de L'amante di Lady Chatterley di Lawrence) avrebbero rischiato la censura per oscenità se fossero state stampate a Londra. È probabile che Douglas abbia avuto un ruolo significativo nella scrittura dell'autobiografia di Orioli, intitolata Memorie di un libraio (in inglese, Memoirs of a Bookseller).
Ulteriori scandali indussero Douglas a lasciare l'Italia per il sud della Francia nel 1937. Durante la seconda guerra mondiale, Douglas lasciò la Francia, e, durante un tortuoso viaggio verso Londra, dove visse dal 1942 al 1946, pubblicò la prima piccola edizione del suo Almanacco a Lisbona.
Ritornò a Capri nel dopoguerra, inizialmente alloggiando presso Villa Caterola per poi spostarsi in Via Tragara, dove il suo circolo di conoscenti includeva lo scrittore Graham Greene e l'esperta di cucina Elizabeth David. La bibliografia caprese di Douglas è fra le più ricche, si tratta di opere in cui la curiosità dell'erudito non è mai disgiunta dall'incantamento di una scrittura estremamente godibile, leggera e spiritosa. Douglas fu legato a Capri da un amore vero e profondo, da una filosofia di vita intrisa di adamantino epicureismo. Le sue opere relative all'isola, primo tra tutte South Wind, inaugurarono una tradizione che ha in Compton Mackenzie e in Edwin Cerio i suoi epigoni migliori. Costituì un irresistibile invito, così come lo erano state le opere di Gregorovius e Scheffel per i Tedeschi, per una generazione intera di Inglesi, che lo lessero mentre infuriava la prima guerra mondiale, invogliandoli a scoprire il favoloso Sud italico.
Morì a Capri, ove è sepolto nel cimitero acattolico, apparentemente di un'overdose intenzionale dopo una lunga malattia.
Nel 2012, lo scrittore e naturalista Francesco Bevilacqua ha ripercorso l'itinerario di Douglas descritto in "Vecchia Calabria" raccontandone le impressioni nel libro "Sulle tracce di Norman Douglas".

## Opere
- The Forestal Conditions of Capri (1904)
- Three Monographs (1906)
- Capri. Annotazioni antiquarie (Some Antiquarian Notes, 1907)
- La terra delle sirene (Siren Land, 1911), quaderno di viaggio
- Fountains in the Sand (1912)
- Vecchia Calabria (Old Calabria, 1915), quaderno di viaggio (*)
- London Street Games (1916)
- Vento del Sud (South Wind, 1917)
- They Went (1920), romanzo
- Alone (1921), quaderno di viaggio
- Together (1923), quaderno di viaggio
- D.H. Lawrence and Maurice Magnus: A Plea for Better Manners (1924)
- Experiments (1925)
- In the Beginning (1927), romanzo
- Nerinda (1929)
- One Day (1929)
- Birds and Beasts of the Greek Anthology (1927)
- Some Limericks (1928)
- Paneros (1930), saggio sugli afrodisiaci
- Capri: materiali per una descrizione dell'isola (Capri: Materials for a Description of the Island, 1930),
- How About Europe? (1930)
- Three of Them (1930)
- Summer Islands: Ischia and Ponza (1931), quaderno di viaggio
- Biglietti da visita: un viaggio autobiografico (Looking Back: an autobiographical excursion, 1933), autobiografia
- An Almanac (1945)
- Late Harvest (1946), autobiografia
- Venus in the Kitchen (1952), cucina, scritto sotto lo pseudonimo di Pilaff Bey
- Footnote on Capri (1952)